# Domenico Marco
(Giovanni Mulè Bertòlo, La Sentinella nissena, anno I, n. 3, 17 gennaio 1878)
Domenico Marco (Bollengo, 9 febbraio 1816 – Bollengo, 19 marzo 1889) è stato un prefetto, avvocato e politico italiano.

## Biografia
Laureatosi in legge si dedica alla politica, dopo una breve esperienza giornalistica come redattore de Il Progresso di Novi Ligure e La Concordia di Torino.
Venne eletto per cinque legislature alla camera dei deputati del Regno di Sardegna (1848-1861), diventandone dal 1º febbraio al 30 marzo 1849 segretario dell'Ufficio di presidenza e poi ancora dal 30 luglio al 20 novembre 1849. 
Successivamente dal 15 gennaio 1859 al 21 gennaio 1860 diventa membro della commissione per la Biblioteca della Camera.
Quindi diventa nel giugno 1859 intendente generale della provincia di Parma, poi dal marzo 1860 di quella di Reggio Emilia, poi vice governatore della provincia di Bergamo nell'agosto del 1861. Infine viene nominato prefetto a Caltanissetta il 15 dicembre del 1861.
Fu l'illuminato fondatore della prima biblioteca pubblica a Caltanissetta, città dove ebbe modo di operare per sette mesi tra il dicembre del 1861 e l'agosto del 1862.
Nel febbraio del 1862 da primo prefetto postunitario di Caltanissetta, con un'iniziativa clamorosa, lancia uno storico appello pubblico a tutti gli ordini religiosi, enti pubblici, famiglie patrizie e professionisti, affinché donassero volumi per la Biblioteca Comunale in costruzione, poi diventata biblioteca Scarabelli. A questo appello aderirono molte personalità locali e non, tra cui il filologo Luciano Scarabelli di Piacenza che donò il nucleo più importante di libri alla allora costruenda biblioteca nissena.
Domenico Marco fu costretto a lasciare l'incarico di prefetto di Caltanissetta, come punizione per aver festeggiato con entusiasmo l'arrivo di Garibaldi: infatti, il governo di Urbano Rattazzi lo estromise da incarichi pubblici.
Successivamente dopo tre anni ebbe un nuovo incarico di prefetto all'Aquila, dove operò dal giugno 1865 al febbraio 1866. Concluse la sua carriera a Pesaro Urbino dove fu prefetto dal 18 febbraio al 14 dicembre 1866. Poi all'età di cinquanta anni concluse definitivamente la sua attività lavorativa perché costretto da gravi motivi di salute psichica a mettersi in pensione.
Mori nella sua città natale a 73 anni compiuti.